# Football Club Forlì 2010-2011
Questa voce raccoglie le informazioni riguardanti il Football Club Forlì nelle competizioni ufficiali della stagione 2010-2011.
Il Football Club Forlì 2010-2011 ha preso parte al campionato nazionale dilettanti di Serie D 2010-2011 girone F.

## Verdetti stagionali
- Serie D 2010-2011:
  - 4º classificato.

## Stagione
Il campionato prevedeva la promozione in Lega Pro Seconda Divisione per la prima classificata di ogni girone, le quali avevano poi diritto a partecipare alla fase finale per la conquista del titolo di Campione Nazionale Dilettanti. Il Football Club Forlì classificandosi al 4º posto prese parte ai play-off uscendo al 1º turno sconfitto dal Rimini.

## Rosa
| N. |                         | Ruolo | Calciatore           |
| -- | ----------------------- | ----- | -------------------- |
|    | Italia (bandiera)       | P     | Gianluca Piagnarelli |
|    | Italia (bandiera)       | P     | Riccardo Casadei     |
|    | Italia (bandiera)       | P     | Matteo Chiadini      |
|    | Italia (bandiera)       | P     | Mattia Buscherini    |
|    | Italia (bandiera)       | D     | Richard Vanigli      |
|    | Italia (bandiera)       | D     | Enrico Fantini       |
|    | Italia (bandiera)       | D     | Luca Ghirotti        |
|    | Italia (bandiera)       | D     | Fabio Magrini        |
|    | Italia (bandiera)       | D     | Marco Perazzini      |
|    | Italia (bandiera)       | C     | Simone Babini        |
|    | Italia (bandiera)       | D     | Andrea Martini       |
|    | Italia (bandiera)       | D     | Daniele Moritti      |
|    | Italia (bandiera)       | C     | Andrea Anastasio     |
|    | Italia (bandiera)       | C     | Enrico Balestra      |
|    | Italia (bandiera)       | C     | Alberto Bacchini     |
|    | Italia (bandiera)       | C     | Emiliano Salvetti    |
|    | Burkina Faso (bandiera) | C     | Aristide Lankoande   |

| N. |                    | Ruolo | Calciatore             |
| -- | ------------------ | ----- | ---------------------- |
|    | Italia (bandiera)  | C     | Daniele Mordini        |
|    | Italia (bandiera)  | C     | Marco Sozzi            |
|    | Italia (bandiera)  | C     | Alessio Cangini        |
|    | Italia (bandiera)  | C     | Alessandro Evangelisti |
|    | Italia (bandiera)  | C     | Luca Bergamaschi       |
|    | Italia (bandiera)  | C     | Manuel Mazzoli         |
|    | Italia (bandiera)  | C     | Mirco Savoia           |
|    | Italia (bandiera)  | C     | Mirco Spighi           |
|    | Italia (bandiera)  | A     | Alessandro Pezzi       |
|    | Romania (bandiera) | A     | Sebastian Petrascu     |
|    | Italia (bandiera)  | A     | Andrea Belluzzi        |
|    | Italia (bandiera)  | A     | Nicolò Gori            |
|    | Italia (bandiera)  | A     | Lorenzo Grimelini      |
|    | Italia (bandiera)  | A     | Daniele Melandri       |
|    | Italia (bandiera)  | A     | Luca Recchia           |
|    | Italia (bandiera)  | A     | Nicola Chicco          |

## Organigramma societario
Dirigenti e Tecnici
- Presidente: Romano Conficconi
- Vice Presidente: Pellegrino Castellucci  e Enzo Bardi
- Direttore Sportivo: Sandro Cangini
- Segretario: Giancarlo Cortesi
- Direttore generale: Claudia Trevi
- Segretario Generale: Michele Bertaccini
- Addetto Stampa: Franco Pardolesi
- Responsabile Marketing: Lorenzo Pedroni
- Accompagnatore Ufficiale: Paolo Spada
- Collaboratore Tecnico: Raniero Balzani
- Allenatore: Attilio Bardi
- Vice Allenatore: Marco Prati
- Preparatore Portieri: Matteo Chiadini
- Preparatore Atletico: Christian Cortini
- Medico Sociale: Dr. Siro Simoncelli
- Massaggiatore: Roberto Brunelli
- Massaggiatore: Lorenzo Boattini

## Divise e sponsor
Il fornitore ufficiale di materiale tecnico per la stagione 2010-2011 è stato Sportika, mentre lo sponsor ufficiale è stato  AT.ED.2.
| 1ª divisa | 2ª divisa |